# Tatarovina
Tatarovina (cyr. Татаровина) – wieś w Czarnogórze, w gminie Pljevlja. W 2003 roku liczyła 7 mieszkańców.